# Data Communications
Pour les articles homonymes, voir DCL.
Data communications Ltd également connue sous le nom de DCL est une société informatique basée à Port-Louis, île Maurice. En tant que Entreprise de services du numérique, DCL agit comme fournisseur d’accès internet et opérateur de téléphonie internationale, en sus elle propose des prestations de réseau et de sécurité ainsi que le développement de logiciels. DCL s’occupe aussi de la distribution de produits électronique dans l’Océan Indien et possède un magasin à Port Louis,.

## Historique
DCL fut fondée en 1997 avec pour activité principale la vente de produits informatiques tels que les ordinateurs ainsi que la réparation et l’entretien de ceux-ci. DCL s’embarque aussi dans la vente de téléphones portables au vu de la demande croissante à Maurice. Bien qu’il ne soit pas opérateur historique, DCL devient le premier fournisseur d’accès Internet indépendant en 2001 ainsi que celui de téléphonie longue distance en 2003. En 2004, DCL lance son ERP- logiciel de gestion intégré, connue comme VERSATILE ERP (VE).
Au vu de la croissance continue de son offre en matière de services informatiques tels que la sécurité de réseau et le développement de logiciels, DCL établit en 2008 les six piliers principaux de la compagnie. Ceux-ci sont les télécoms, L’infrastructure et le réseau, les solutions d’entreprises, les technologies et la consultance.
DCL relance en septembre 2012 ses activités de téléphonie et internet sous le label A.L.I.C.E. sois « Activate a life of Innovation, Communication and Entertainment ».En 2014, DCL fait une autre avancée en recevant sa licence de fournisseur de service réseau.

## Offres
La branche « vente » de DCL s’occupe principalement de procurer des produits informatiques à différents types de clients incluant le secteur privé. DCL s’acquitte de cette tâche aux travers de ses chargées de ventes et de son magasin « I.T.’s Here ». Sous le pilier des télécommunications, DCL offre la possibilité aux particuliers mauriciens de téléphoner à l’extérieur grâce à son produit phare, Easicall. DCL s’est imposé comme un concurrent direct à l’operateur historique, Mauritius Telecom.

 DCL propose aussi des solutions professionnelles telles que l’ADSL, les lignes loués privés internationales et le réseau Privé Virtuel IP (RPV IP) aux compagnies. En tant que fournisseur d’accès, DCL offre des solutions d’hébergement pour serveurs de sites web et serveurs de messagerie électronique.
DCL déploie aussi son savoir-faire dans le domaine de la conception, l’installation, l’entretien et la sécurité de réseaux informatiques. Ceux-ci étant les fondations de l’offre « réseau » de DCL. DCL agit en tant que distributeurs de divers produits informatiques dans la région de l’Océan Indien et de L’Afrique pour des marques telles que Yeastar, Yealink, QNAP, Newgen ou encore, Cyberoam, pour lequel DCL reçoit le prix du meilleur distributeur de la région Moyen-Orient et Afrique en 2011> et le Prix de Top Partenaire de l’année en 2015. 
Les connaissances et différents produits de DCL lui permettent également de fournir du conseil professionnel dans le domaine informatique grâce à sa branche « consultance ». DCL entreprend le développement de logiciels en interne et propose différentes solutions professionnelles à ses différents clients.
L'offre A.L.I.C.E. quant à lui, comprend un ensemble de services incluant : l’internet, la téléphonie, le Cloud computing, le divertissement et la connectivité internationale.

## Mise en Liquidation
La décision est intervenue ce vendredi 26 octobre. La juge Rehana Mungly-Gulbul a ordonné la mise en liquidation de la compagnie Data Communication Ltd (DCL). Celle-ci doit Rs 1,2 million en termes de loyers impayés, à Hennessy Court Limited.
Dans son ruling, la juge Mungly-Gulbul a ordonné qu’un liquidateur provisoire soit nommé pour finaliser les procédures d’ici le 31 janvier 2019.
Dans le cadre de l’affaire, en cour commerciale, DCL avait indiqué avoir trouvé un accord de principe avec Hennessy Court Limited pour le paiement du loyer. Ce qu’a récusé cette dernière, en s’appuyant sur le contrat de location qu’avait signé DCL.